# Can't Lose
Can't Lose (en hangul, 지고는 못살아; romanización revisada, Jigoneun Motsala) también conocida en español como No puedo perder, es una serie de televisión surcoreana emitida durante 2011, protagonizada por Choi Ji Woo y Yoon Sang Hyun, que dramatiza la vida de una pareja de abogados que decide divorciarse, adicionalmente fue la primera serie en ser grabada al interior de una verdadera corte judicial.
Fue emitida por MBC desde el 24 de agosto hasta el 20 de octubre de 2011, con una longitud de 18 episodios emitidos cada miércoles y jueves a las 21:55 (KST). Está basada en la serie japonesa The Sasaki Couple's Merciless Battle (佐々木夫妻の仁義なき戦い) al aire durante 2008 por Tokyo Broadcasting System.

## Argumento
La pareja de abogados Eun Jae (Choi Ji Woo) y Hyung Woo (Yoon Sang Hyun) se enamoraron y deciden casarse rápidamente. Pronto descubren diferencias de cada uno en los hábitos de la personalidad, el hogar y el lugar de trabajo, que los lleva al divorcio.

## Reparto

### Principal
- Choi Ji Woo como Lee Eun Jae.
- Yoon Sang Hyun como Yeon Hyung Woo.

### Secundario
- Park Won Sook como Yoo Jung Nan.
- Kim Ja Ok como Hong Geum Ji.
- Kim Jung-tae como Go Ki-chan.
- Sung Dong-il como Jo Jung-goo.
- Joo Jin Mo como Kang Woo Shik.
- Jo Mi Ryung como Kim Young Joo.
- Ha Suk Jin como Lee Tae Young.
- Ga Deuk Hee como Ga Deuk Hee.
- Kim Jin Woo como So Joo Hyun.
- Song Jae Ho como Abuelo (invitado, ep. 1-4).
- Lee Soo Kyung como Eun Hee Soo (invitado, ep. 3-5).
- Kim Na Woon como Abogado de Eun Jae (invitado, ep. 5).
- Lee Sang Yeob como Yeon Hyung Joo (invitado, ep. 6, 9).
- Ahn Yong Joon como Jung Ji Ho (invitado, ep. 12-13).
- Um Ki Joon como Cha Suk Hoon (invitado, ep. 14-17).
- Kang Boo Ja (invitado).
- Shin Goo como Go Jung Dae (cameo).

## Audiencia
En Azul la audiencia más baja y en rojo la más alta, correspondientes a las empresas medidoras TNms y AGB Nielsen.
| Ep. #    | Fecha original de emisión | Share        | Share        | Share       | Share       |
| Ep. #    | Fecha original de emisión | TNmS Ratings | TNmS Ratings | AGB Nielsen | AGB Nielsen |
| Ep. #    | Fecha original de emisión | Nacional     | Seúl         | Nacional    | Seúl        |
| -------- | ------------------------- | ------------ | ------------ | ----------- | ----------- |
| 1        | 24 de agosto de 2011      | 6.4 %        | 8.0 %        | 6.2 %       | 6.6 %       |
| 2        | 25 de agosto de 2011      | 5.7 %        | 7.4 %        | 6.9 %       | 8.7 %       |
| 3        | 31 de agosto de 2011      | 5.0 %        | 7.1 %        | 6.0 %       | 8.2 %       |
| 4        | 1 de septiembre de 2011   | 4.6 %        | 6.1 %        | 6.6 %       | 8.2 %       |
| 5        | 7 de septiembre de 2011   | 5.7 %        | 7.1 %        | 6.3 %       | 8.8 %       |
| 6        | 8 de septiembre de 2011   | 5.4 %        | 7.0 %        | 5.8 %       | 7.4 %       |
| 7        | 14 de septiembre de 2011  | 5.9 %        | 8.3 %        | 6.7 %       | 9.1 %       |
| 8        | 15 de septiembre de 2011  | 5.9 %        | 7.8 %        | 6.6 %       | 8.6 %       |
| 9        | 21 de septiembre de 2011  | 8.9 %        | 10.5 %       | 10.2 %      | 11.3 %      |
| 10       | 22 de septiembre de 2011  | 5.3 %        | 6.5 %        | 5.8 %       | 7.0 %       |
| 11       | 28 de septiembre de 2011  | 5.0 %        | 6.5 %        | 5.6 %       | 7.1 %       |
| 12       | 29 de septiembre de 2011  | 5.5 %        | 7.8 %        | 6.1 %       | 8.4 %       |
| 13       | 5 de octubre de 2011      | 6.0 %        | 8.1 %        | 6.9 %       | 9.0 %       |
| 14       | 6 de octubre de 2011      | 5.9 %        | 8.0 %        | 6.4 %       | 8.6 %       |
| 15       | 12 de octubre de 2011     | 7.2 %        | 9.3 %        | 8.0 %       | 8.5 %       |
| 16       | 13 de octubre de 2011     | 6.0 %        | 8.1 %        | 7.8 %       | 9.2 %       |
| 17       | 19 de octubre de 2011     | 6.6 %        | 7.5 %        | 7.9 %       | 8.9 %       |
| 18       | 20 de octubre de 2011     | 6.0 %        | 6.7 %        | 7.5 %       | 8.2 %       |
| Promedio | Promedio                  | 5.9 %        | 7.6 %        | 6.8 %       | 7.5 %       |

## Banda sonora
1. Zia - «And I Love You».
2. Monday KIz - «Can’t Live with Losing».
3. Yoon Sang Hyun - «Do You Know I Have Used to Your Presence».
4. Kim Geu Rim - «Where Do You Come From».
5. Byeon Jin Seop - «Come Back».

## Emisión internacional
- Hong Kong: TVB.
- Japón: TBS.[7]
- Malasia: 8TV.
- Singapur: VV Drama.
- Taiwán: Star, Channel V y Fox.